# Emariannia
Emariannia là một chi bướm đêm thuộc họ Noctuidae.

## Loài
- Emariannia cucullidea Benjamin, 1933